# Ihsan

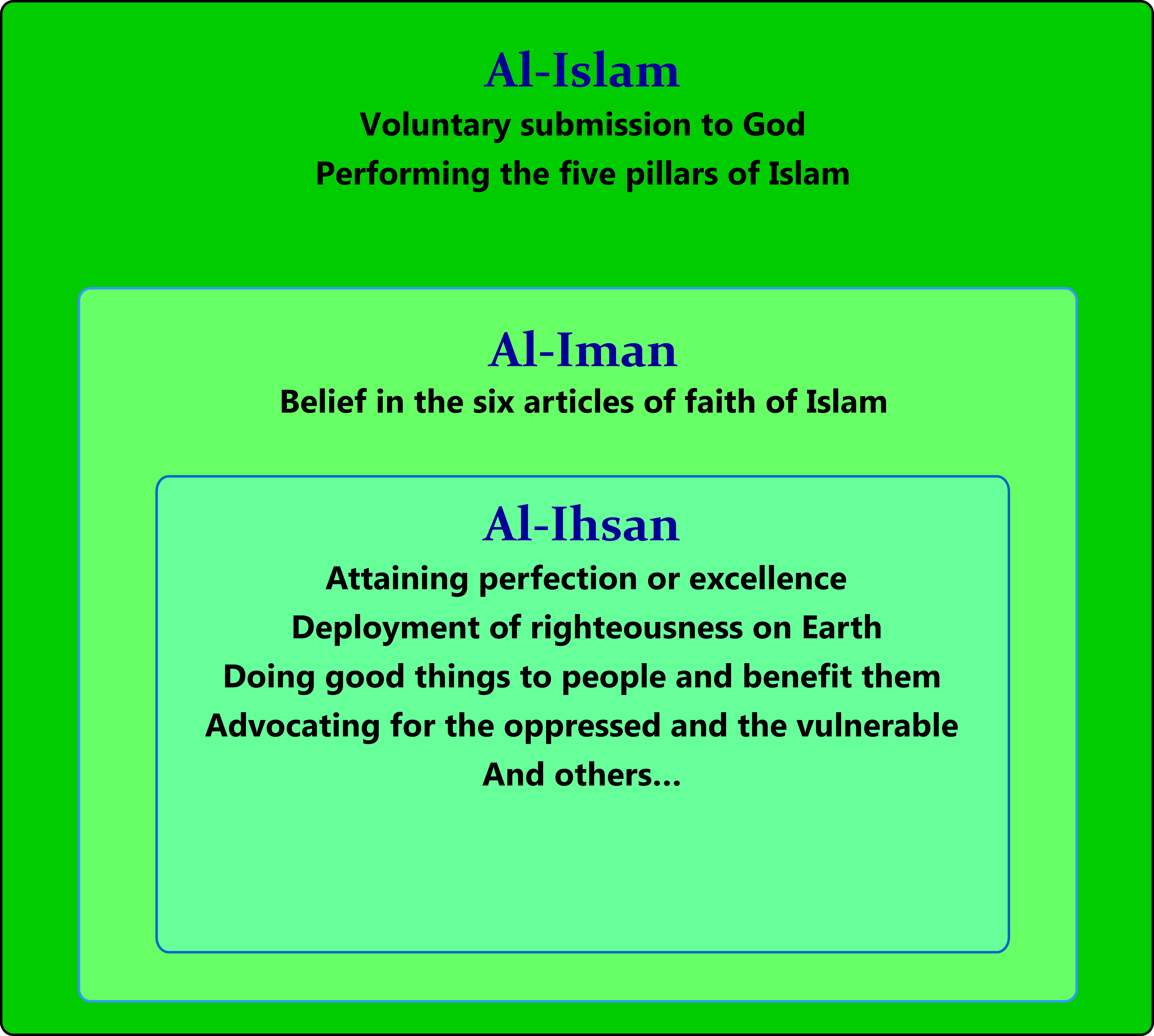

Ihsan (en árabe: إحسان‎, romanizado: ʾiḥsān/ehsanen árabe) es un término árabe que significa "perfección" o "excelencia" (Ara. Husn). Es una cuestión de tomar la fe interna (iman) y mostrarla tanto en hechos como en acciones, un sentido de responsabilidad social originado en las convicciones religiosas. En el Islam, ihsan es la responsabilidad musulmana de obtener la perfección, o la excelencia, en la adoración, de modo que los musulmanes traten de adorar a Dios como si lo vieran, y aunque no pueden verlo, sin duda creen que los está cuidando constantemente. Esa definición proviene del Hadiz de Gabriel en el que Mahoma dice: "[Ihsan es] adorar a Dios como si lo vieras, y si no puedes verlo, entonces Él te ve a ti". (Al-Bujari y Al-musulmán).
Ihsan, que significa "hacer cosas hermosas", es una de las tres dimensiones de la religión islámica (Ara. Ad-din): islam, iman e ihsan. En contraste con el énfasis del islam (lo que uno debe hacer) y el iman (por qué se debe hacer), el concepto de ihsan se asocia principalmente con la intención. Alguien que "hace lo que es bello" se llama muhsin. En general, se considera que una persona solo puede lograr el verdadero ihsan con la ayuda y la guía de Dios, que gobierna todas las cosas. Mientras que los juristas tradicionalmente islámicos se han concentrado en el islam y los teólogos en Iman, los sufíes han centrado su atención en Ihsan.
Algunos eruditos islámicos explican que ihsan es la dimensión interna del Islam, mientras que la shariah a menudo se describe como la dimensión externa:
```
   "De la discusión anterior, debe quedar claro que no todos los musulmanes son hombres o mujeres de fe (mu'min), sino que cada persona de fe es un musulmán. Además, un musulmán que cree en todos los principios del Islam puede no ser necesariamente una persona justa, un hacedor de bien (muhsin), pero una persona verdaderamente buena y justa es tanto una persona musulmana como una verdadera persona de fe".
[
4
]
```

Ihsan "constituye la forma más alta de adoración" (ibadah). Es la excelencia en el trabajo y en las interacciones sociales. Por ejemplo, ihsan incluye sinceridad durante las oraciones musulmanas y estar agradecido con los padres, la familia y Dios.